# Samsung Galaxy S5
Samsung Galaxy S5 este un smartphone Android produs de Samsung Electronics, fiind succesorul lui Samsung Galaxy S4. Anunțat în ianuarie 2014, a fost programat să fie arătat publicului în februarie și lansat mondial în aprilie.